# Страшенно голосно і неймовірно близько (фільм)
«Страшенно голосно і неймовірно близько», також «Моторошно голосно і несамовито близько» (англ. Extremely Loud and Incredibly Close) — американська пригодницька драма режисера Стівена Долдрі, що вийшла 2011 року. У головних ролях Томас Горн, Макс фон Сюдов, Сандра Буллок, Том Генкс. Стрічка знята на основі однойменного роману Джонатана Сафрана Фоера.
Вперше фільм продемонстрували 25 грудня 2011 року у Канаді. В Україні у кінопрокаті фільм не демонструвався

## Сюжет
Стрічка розповідає про Оскара Шелл, дев'ятирічного школяра з відхиленнями у психологічному розвитку (підозра на синдром Аспергера). Його батько вчив його розгадувати загадки й останньою їхньою грою були пошуки предметів у Нью-Йорку. Ці вміння знадобилися Оскару, коли він шукав батька після терористичної атаки 11 вересня.

## Творці фільму

### Знімальна група
Кінорежисер — Стівен Долдрі, сценаристом був Ерік Рот, кінопродюсером — Скотт Рудін, виконавчі продюсери — Селія Д. Костас, Марк Ройбел, Нора Скіннер і Джейн-Енн Тенґґрен. Композитор: Александр Деспла, кінооператор — Кріс Менґес, кіномонтаж: Клер Сімпсон. Підбір акторів — Еллен Льюїс, Меле Неґлер, художник-постановник — Пітер Роґнесс, художник по костюмах — Енн Рот.

### У ролях
| Актор          | Персонаж                                                         | Роль                        |
| -------------- | ---------------------------------------------------------------- | --------------------------- |
| Томас Горн     | Оскар Шелл англ. Oskar Schell                                    | 9-річний син Томаса і Лінди |
| Макс фон Сюдов | Томас Шелл старший / Орендар англ. Thomas Schell, Sr./The Renter | незнайомець / дідусь Оскара |
| Сандра Буллок  | Лінда Шелл англ. Linda Schell                                    | мама Оскара                 |
| Том Генкс      | Томас Шелл англ. Thomas Schell                                   | батько Оскара               |
| Віола Девіс    | Еббі Блек англ. Abby Black                                       | незнайомка                  |
| Джон Гудмен    | Стен англ. Stan                                                  | швейцар                     |

## Сприйняття

### Критика
Фільм отримав загалом змішано-позитивні відгуки: Rotten Tomatoes дав оцінку 46 % на основі 178 відгуків від критиків (середня оцінка 5,5/10) і 62 % від глядачів (78 728 голосів). Загалом на сайті фільми має змішаний рейтинг, фільму зарахований «гнилий помідор» від кінокритиків, проте «попкорн» від глядачів, Internet Movie Database — 6,9/10 (67 498 голосів), Metacritic — 46/100 (41 відгук критиків) і 5,8/10 від глядачів (150 голосів). Загалом на цьому ресурсі від критиків і від глядачів фільм отримав змішані відгуки.

### Касові збори
Під час показу у США протягом першого (вузького, з 25 грудня 2011 року) тижня фільм показали у 6 кінотеатрах і він зібрав 72 348 $. Наступного (широкого, з 20 січня 2012 року) тижня фільм показали у 2630 кінотеатрах і він зібрав 10 045 332 $, що на той час дозволило йому зайняти 4 місце серед усіх прем'єр. Показ фільму протривав 96 днів (13,7 тижня) і завершився 29 березня 2012 року. За цей час фільм зібрав у прокаті у США 31 847 881 долар США, а у решті світу 23 400 000 $ (за іншими даними 14 400 000 $), тобто загалом 55 247 881 $ (за іншими даними 46 247 881 $) при бюджеті 40 млн $.

### Нагороди і номінації[9]
| Рік  | Нагорода                                     | Категорія                            | Номінант       | Результат |
| ---- | -------------------------------------------- | ------------------------------------ | -------------- | --------- |
| 2012 | 84-а церемонія вручення нагороди «Оскар»     | Найкращий фільм                      | Скотт Рудін    | Номінація |
| 2012 | 84-а церемонія вручення нагороди «Оскар»     | Найкраща чоловіча роль другого плану | Макс фон Сюдов | Номінація |
| 2012 | Нагорода Асоціації Телевізійних кінокритиків | Найкращий молодий актор / акторка    | Томас Горн     | Перемога  |

### Виноски
1. 1 2 3  Extremely Loud and Incredibly Close: Release Info (англ.). Internet Movie Database. Архів оригіналу за 9 квітня 2015. Процитовано 30 вересня 2014.
2. 1 2 3 4 5 6  Extremely Loud and Incredibly Close (англ.). The Numbers. Архів оригіналу за 6 жовтня 2014. Процитовано 30 вересня 2014.
3. 1 2 3 4  Extremely Loud & Incredibly Close (англ.). Box Office Mojo. Архів оригіналу за 1 жовтня 2014. Процитовано 30 вересня 2014.
4. 1 2  Extremely Loud and Incredibly Close (англ.). Internet Movie Database. Архів оригіналу за 27 вересня 2014. Процитовано 30 вересня 2014.
5. ↑  Extremely Loud and Incredibly Close (англ.). Allmovie. Архів оригіналу за 5 березня 2016. Процитовано 30 вересня 2014.
6. 1 2  Extremely Loud and Incredibly Close: Full Cast & Crew (англ.). Internet Movie Database. Архів оригіналу за 10 квітня 2015. Процитовано 30 вересня 2014.
7. ↑  Extremely Loud and Incredibly Close (англ.). Rotten Tomatoes. Архів оригіналу за 21 жовтня 2014. Процитовано 30 вересня 2014.
8. ↑  Extremely Loud and Incredibly Close (англ.). Metacritic. Архів оригіналу за 16 грудня 2014. Процитовано 30 вересня 2014.
9. ↑  Extremely Loud and Incredibly Close: Awards (англ.). Internet Movie Database. Архів оригіналу за 8 квітня 2015. Процитовано 30 вересня 2014.